# Сатрап
Сатра́п (др.-перс. 𐎧𐏁𐏂𐎱𐎠𐎺𐎠 xšaθrapāvan — хранитель царства; пехл. šatrap, перс. šahrbān شهربان‎) — глава сатрапии, правитель в Древней Персии. Назначался царём и обычно принадлежал к его родне или высшей знати. На своей территории ведал сбором налогов, содержанием армии, был верховным судьёй и имел право чеканить монету. В современной литературе сатрапами называют мировых лидеров или губернаторов, которые сильно зависят от сверхдержав и выступают в качестве их суррогатов. В русском и болгарском языках слово сатрап является синонимом деспота, тирана и самодура.

## Этимология
Слово происходит от др.-греч. σατράπης «сатрап, наместник персидского царя; богач», из иранск. khshatrapâ — то же, далее от др.-перс. kshathrapavan- «защитник царства», из kshathra- «царство, провинция» + pavan- «защитник» (от pa- «защищать»). В ряде европейских языков слово заимств. через лат. satrapes.

## История
Деление Персии на сатрапии введено при династии Ахеменидов (558-330 гг. до н. э.). Дарий I, создавший огромную империю, упорядочил эту систему. Его 20 сатрапий примерно соответствовали покорённым странам, сохранявшим свои законы и язык, но платившим подать центру.
Огромная власть, сосредоточенная в руках сатрапов, стимулировала сепаратизм и частые бунты, из которых наиболее известно Великое восстание сатрапов, поднятое в 366 году до н. э. против Артаксеркса II.
Александр Македонский, покорив Персию, сохранил эту систему. Так же поступили затем Селевкиды, Парфянское царство и династия Сасанидов (244—657), хотя при них значение сатрапов ослабло.